# Nickelbäume
Nickelbäume sind aus Borneo und in Neukaledonien bekannt. Diese Metallophyten können in ihrem Milchsaft und Baumharz große Mengen des Schwermetalls Nickel anreichern bzw. hyperakkumulieren. Die Menge an Nickel ist sehr hoch (bis zu einem Viertel der Trockenmasse), so dass sie für nahezu alle anderen Lebewesen giftig ist. Die bekannteste Art ist die in Neukaledonien vorkommende Pycnandra acuminata aus der Familie der Sapotengewächse. Weitere aus Borneo bekannte Arten von Nickelbäumen gehören beispielsweise zur Familie Phyllanthaceae. Da Nickelerze schon bei ~0,5 % Nickelgehalt bauwürdig sein können, böten sich diese Bäume für Phytomining an.